# Sylwia Bogacka
Sylwia Bogacka (n. 3 octombrie 1981, Jelenia Góra, Republica Populară Polonă, Polonia) este o trăgătoare de tir ce a reprezentat Polonia, medaliată olimpică. A participat la 4 ediții ale Jocurilor Olimpice (2004, 2008, 2012, 2016) în care a câștigat o medalie de argint.